# غریبه‌ها (ترانه اتل کین)
«غریبه‌ها» (به انگلیسی: Strangers) ترانه‌ای به نویسندگی، تهیه‌کنندگی و ضبط‌شده توسط خواننده-ترانه‌پرداز آمریکایی اتل کین می‌باشد که در نخستین آلبوم استودیویی وی تحت عنوان دختر واعظ (۲۰۲۲) قرار دارد و آخرین آهنگ این آلبوم نیز است. «غریبه‌ها» در آوریل سال ۲۰۲۲ به‌عنوان دومین تک‌آهنگ دختر واعظ از سوی داتر او کین منتشر شده‌است.

## استفاده در رسانه
این ترانه در تریلر فیلم عاشقانهٔ آمریکایی با ما به پایان می‌رسد (۲۰۲۴) با بازیگری بلیک لایولی و جاستین بالدونی استفاده شده بود.